# Baldwin Spencer
Winston Baldwin Spencer (Codrington, 8 ottobre 1948) è un politico antiguo-barbudano.
Primo ministro di Antigua e Barbuda dal 24 marzo 2004 al 13 giugno 2014, Spencer ha rivestito anche il ruolo di ministro degli esteri dal 6 gennaio 2010 al termine del suo mandato.